# Utín
Utín (německy Uttendorf) je malá vesnice, část města Přibyslav v okrese Havlíčkův Brod. Nachází se asi 3,5 km na západ od Přibyslavi. Žije zde přibližně 70 obyvatel. První písemná zmínka o hornické osadě je z listitiny pojednávající o pravomoci nad Stříbrnými doly z roku 1258.

## Historie
Utín byl založen jako hornická osada pod německým názvem „Ottendorf“ nebo také „Uttendorf“, v překladu „Ottova ves“. Osada je poprvé připomínána listinou o pravomoci nad Stříbrnými doly v roce 1258. Úřední přejmenování na Utín pochází z roku 1911.
Stříbro se těžilo nedaleko Utína asi kilometr jihovýchodně na návrší Buchberg. Celý areál kolem návrší je v rámci České republiky unikátním dokladem středověké těžby stříbra. Stříbro se zde těžilo do 15. století. Později zde již důlní činnost neprobíhala. Malá vzdálenost mezi jednotlivými šachtami a jejich hloubka poukazují na těžbu v nejstarších fázích přibyslavského dolování stříbra.

## Pamětihodnosti
- Nedaleko křižovatky, blízko dvou památných lip se nachází památník, který připomíná padlé rodáky osady v první světové válce. Památník byl odhalen v roce 1924.
- U Utína je i několik památných javorů a historických budov, jako je například stará hasičská zbrojnice se zvonicí.[3][6]

## Obyvatelstvo

### Struktura
Vývoj počtu obyvatel za část obce Utín uvádí tabulka níže.
| Rok  | Rok      | 1869 | 1880 | 1890 | 1900 | 1910 | 1921 | 1930 | 1950 | 1961 | 1970 | 1980 | 1991 | 2001 | 2011 |
| ---- | -------- | ---- | ---- | ---- | ---- | ---- | ---- | ---- | ---- | ---- | ---- | ---- | ---- | ---- | ---- |
| Utín | obyvatel | 135  | 126  | 136  | 161  | 176  | 147  | 174  | 187  | 153  | 139  | 106  | 81   | 71   | 67   |
| Utín | domů     | 15   | 16   | 16   | 18   | 22   | 23   | 28   | 33   | 33   | 32   | 30   | 34   | 34   | 35   |

## Fotogalerie

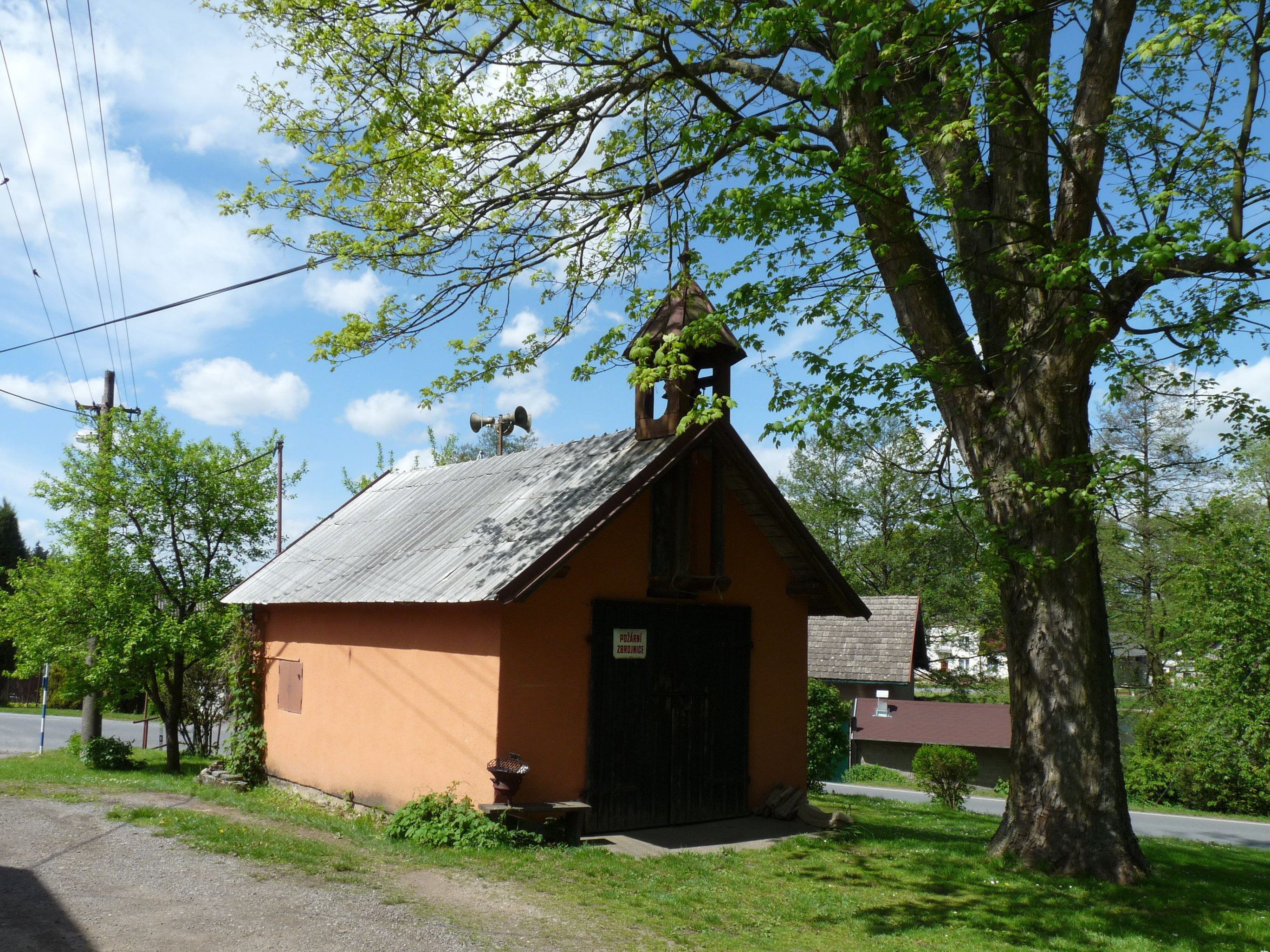
Hasičská zbrojnice se zvoničkou
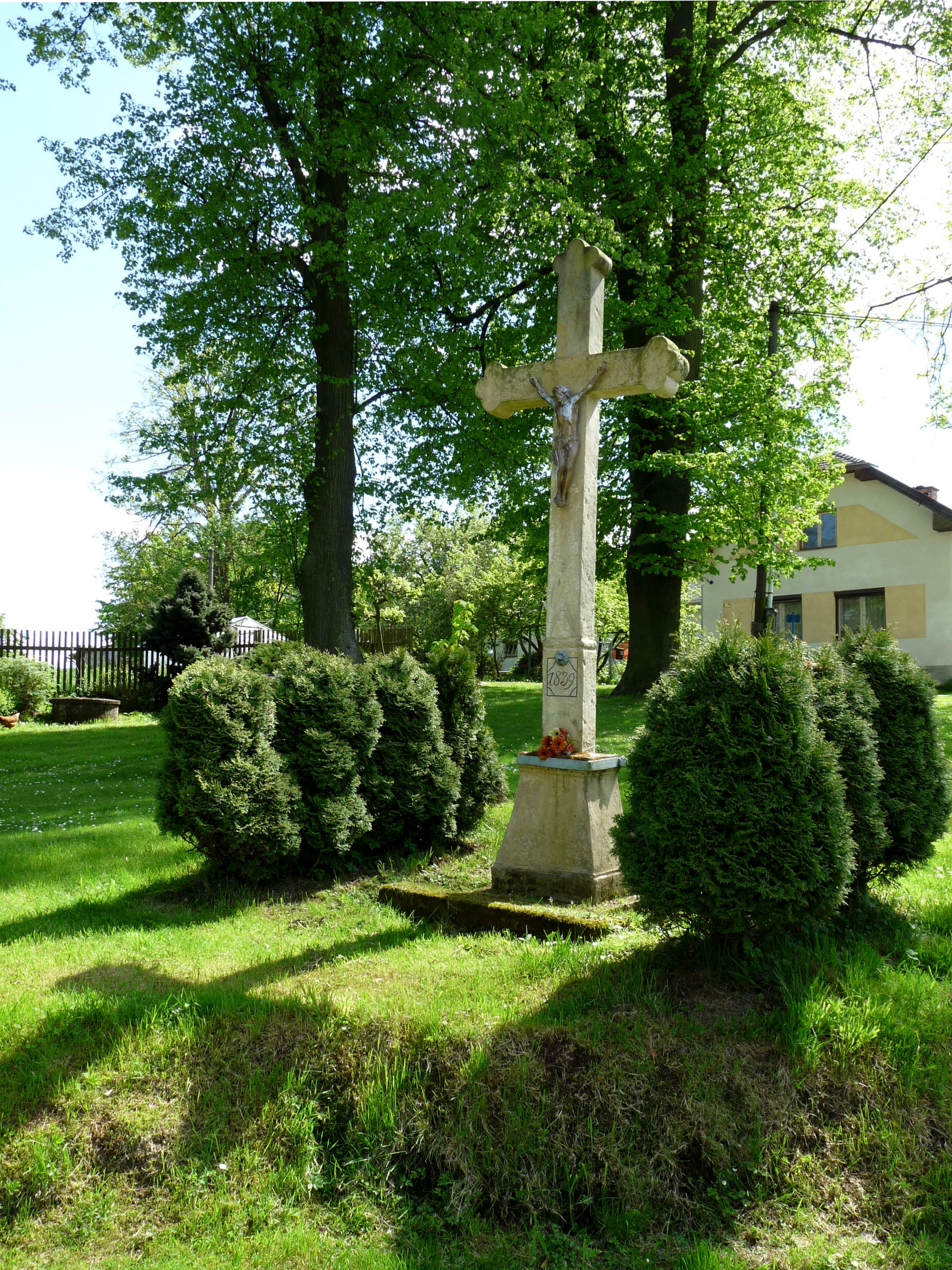
Kříž
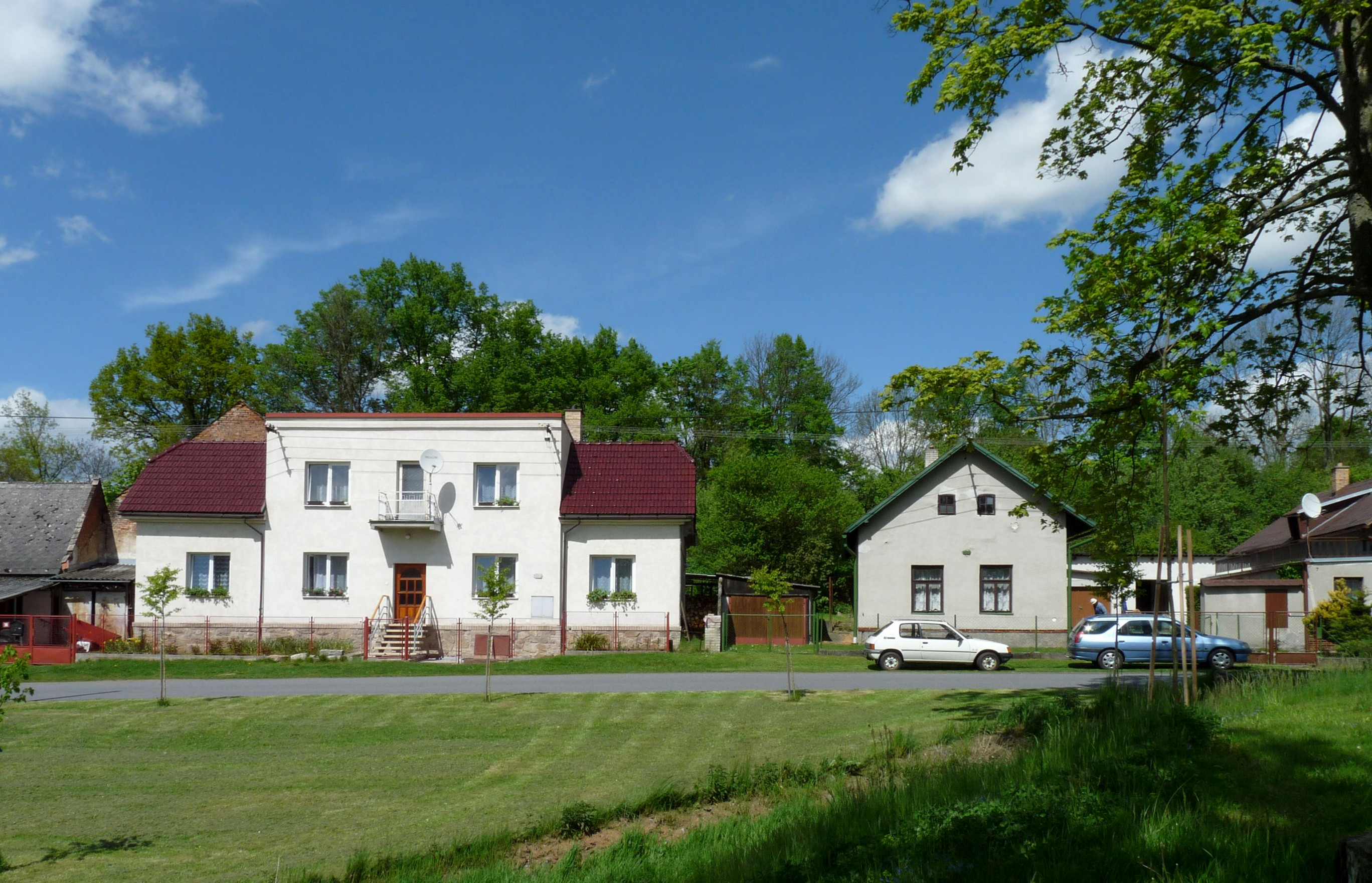
Dům čp. 30
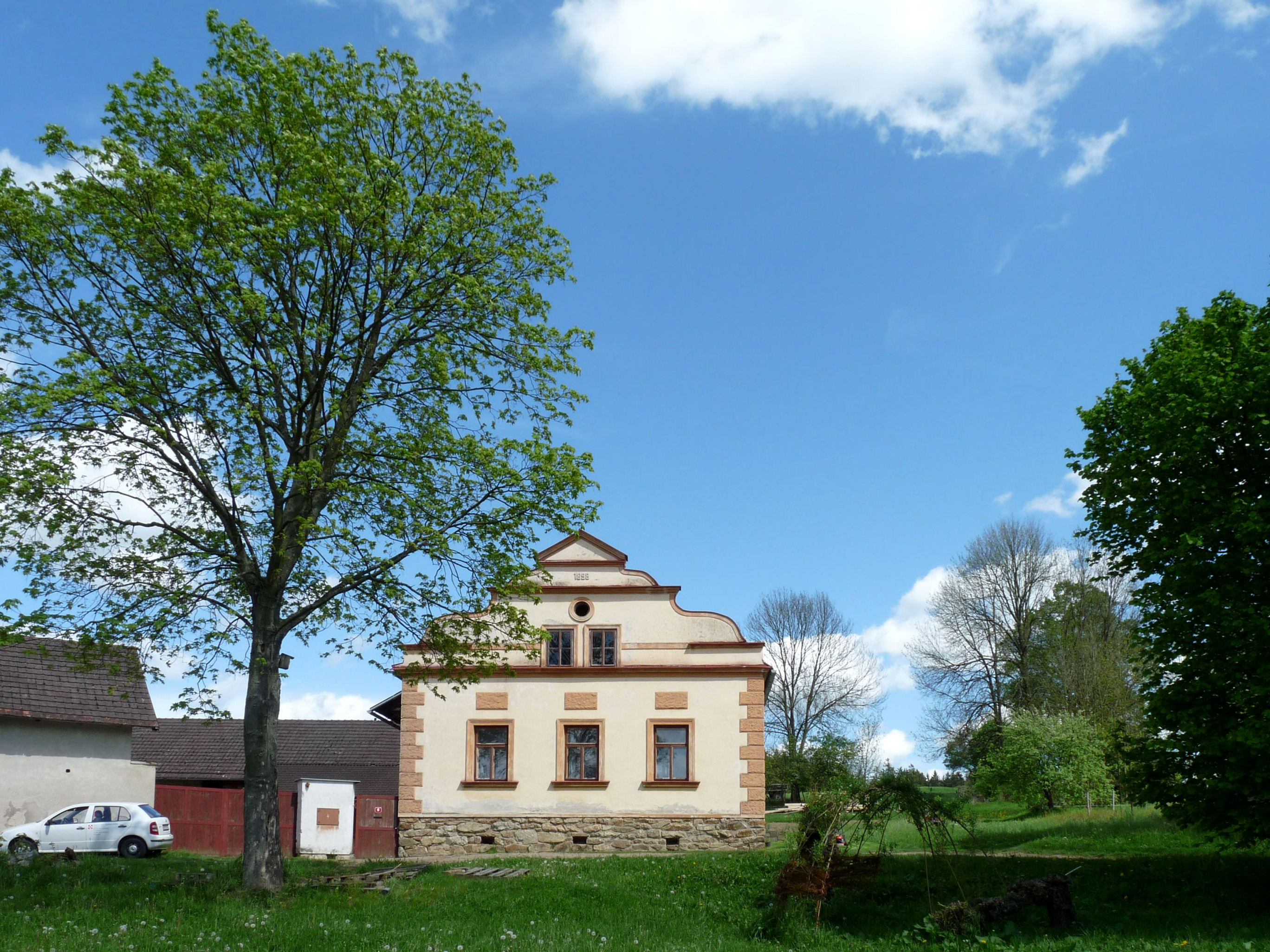
Dům čp. 6